# Raymond Roche
Raymond Roche (ur. 21 lutego 1957 w Ollioules) – francuski motocyklista.

## Kariera

### Początki
Raymond w MMŚ zadebiutował w roku 1978, podczas GP Francji, zarówno w kategorii 250 cm³, jak i 350 cm³. Zmagania w nich zakończył wówczas odpowiednio na szóstym i dziewiątym miejscu. W dalszej części sezonu wystartował w czterech wyścigach pierwszej z nich. Podczas GP Wielkiej Brytanii stanął na najniższym stopniu podium, a w klasyfikacji generalnej uplasował się na 11. pozycji. W klasie o większej pojemności pojawił jeszcze tylko w jednej rundzie, o GP Czech, w którym zajął dziesiąte miejsce. W ogólnej punktacji sklasyfikowany został na 22. lokacie. W obu seriach ścigał się na motocyklu Yamaha.

### 500 cm³
W najwyższej kategorii 500 cm³ Francuz zadebiutował w 1980 roku. Reprezentując ekipę Sonauto-Yamaha, wziął udział w czterech wyścigach, po raz pierwszy w GP Francji. Po punkty sięgnął podczas GP Finlandii, w którym uplasował się na dziesiątej lokacie. Jeden punkt sklasyfikował go na 23. miejscu.
W kolejnych dwóch sezonach Roche wystartował łącznie w czterech rundach. Na maszynie Suzuki ani nie zdołał jednak dojechać w czołowej dziesiątce. Najbliżej sukcesu był podczas GP Narodów w roku 1981, gdzie zajął jedenastą pozycję.
W 1983 roku Raymond podpisał kontrakt z ekipą Total-Honda. Francuz wziął udział w dziewięciu eliminacjach. We wszystkich ukończonych wyścigach dojechał w pierwszej dziewiątce, a najwyższą uzyskaną lokatą okazało się szóste miejsce w GP Narodów. W końcowej klasyfikacji znalazł się na 10. miejscu.
Sezon 1984 był dla Roche najlepszym w karierze. W ciągu dwunastu wyścigów Francuz aż ośmiokrotnie stanął na podium. Równa forma zaowocowała 3. pozycję w klasyfikacji generalnej.
W roku 1985 Raymond przeniósł się do zespołu Marlboro-Yamaha. Wyniki w porównaniu z zeszłym sezonem odbiegały jednak od oczekiwań. Francuz tylko w jednej rundzie znalazł się w pierwszej trójce, zajmując podczas GP Francji drugie miejsce. Zdobyte punkty sklasyfikowały go na 7. lokacie.
W kolejnym sezonie Francuz reprezentował ekipę Rothmans-Honda. We wszystkich ukończonych wyścigach plasował się w czołowej siódemce. Najlepiej zaprezentował się w dwóch ostatnich rundach o GP Szwecji i San Marino, w których zajął piątą pozycję. Do mety nie dojechał jednak czterokrotnie, a w klasyfikacji końcowej został usytuowany na 8. miejscu.
W latach 1987–1989 Roche startował w barwach ekipy Cagiva. Wystartował łącznie w 24 wyścigach, jednakże w zaledwie siedmiu przeciął linię mety. Najlepszą lokatę uzyskał w GP Jugosławii oraz GP Argentyny w pierwszym roku współpracy, kiedy to zmagania zakończył na piątej pozycji. W tym też sezonie spisał się najlepiej, kończąc rywalizację na 13. pozycji. Po 1989 roku Raymond więcej nie pojawił się w MMŚ.

### WSBK
W sezonie 1989 Francuz zadebiutował w mistrzostwach World Superbike. Dosiadając motocykl Ducati, wygrał najwięcej wyścigów w sezonie (pięć, w tym dwukrotnie podczas jednej rundy na torze Brainerd i Hockenheimring). W klasyfikacji generalnej znalazł się na 3. miejscu.
W kolejnym roku Roche sięgnął już po tytuł mistrzowski, zwyciężając po drodze osiem wyścigów. Po dublet sięgnął na torach w Jerez, Mosport oraz Le Mans. Stał się tym samym pierwszym zawodnikiem, który zwyciężył w klasyfikacji generalnej na maszynie bolońskiej ekipy.
Sezon 1991 został zdominowany przez Amerykanina Douga Polena, co uniemożliwiło obronienie tytułu przez Francuza. Raymond w klasyfikacji generalnej uplasował się na 2. pozycji, z dorobkiem czterech zwycięstw (w tym dwie na torze malezyjskim obiekcie Sepang).
W roku 1992 walka pomiędzy Amerykaninem a Francuzem była bardziej zacięta. Roche triumfował łącznie w sześciu wyścigach, podobnie jak Polen. Jedyny dublet osiągnął na włoskim torze Mugello. Ostatecznie jednak ponownie musiał uznać wyższość Douga, zostając wicemistrzem świata. Po tym sezonie Francuz zakończył karierę motocyklową.

### Statystyki liczbowe
System punktowy od 1969 do 1987:
| Pozycja | 1  | 2  | 3  | 4 | 5 | 6 | 7 | 8 | 9 | 10 |
| Punkty  | 15 | 12 | 10 | 8 | 6 | 5 | 4 | 3 | 2 | 1  |

System punktowy od 1988 do 1992:
| Pozycja | 1  | 2  | 3  | 4  | 5  | 6  | 7 | 8 | 9 | 10 | 11 | 12 | 13 | 14 | 15 |
| Punkty  | 20 | 17 | 15 | 13 | 11 | 10 | 9 | 8 | 7 | 6  | 5  | 4  | 3  | 2  | 1  |

| Rok  | Klasa   | Zespół          | Motocykl      | 1      | 2      | 3      | 4      | 5       | 6      | 7      | 8      | 9     | 10     | 11     | 12     | 13     | 14     | 15    | Punkty | Pozycja | Zwycięstwa |
| ---- | ------- | --------------- | ------------- | ------ | ------ | ------ | ------ | ------- | ------ | ------ | ------ | ----- | ------ | ------ | ------ | ------ | ------ | ----- | ------ | ------- | ---------- |
| 1978 | 250 cm³ | Yamaha          | TZ250         | VEN -  | ESP -  |        | FRA 6  | NAT 8   | NED -  | BEL -  | SWE -  | FIN - | GBR 3  | GER 8  | CZE 6  | YUG -  |        |       | 26     | 11      | 0          |
| 1978 | 350 cm³ | Yamaha          | TZ350         | VEN -  |        | AUT -  | FRA 9  | NAT -   | NED -  |        | SWE -  | FIN - | GBR -  | GER -  | CZE 10 | YUG -  |        |       | 3      | 22      | 0          |
| 1980 | 500 cm³ | Sonauto-Yamaha  | Yamaha YZR500 | NAT -  | ESP -  | FRA 11 | NED -  | BEL 12  | FIN 10 | GBR 14 | GER -  |       |        |        |        |        |        |       | 1      | 23      | 0          |
| 1981 | 500 cm³ | Suzuki          | RG500         | AUT -  | GER 15 | NAT 15 | FRA -  | YUG -   | NED -  | BEL -  | RSM -  | GBR - | FIN -  | SWE -  |        |        |        |       | 0      | -       | 0          |
| 1982 | 500 cm³ | Suzuki          | RG500         | ARG -  | AUT -  | FRA -  | ESP -  | NAT 11  | NED 10 | BEL -  | YUG -  | GBR - | SWE -  | RSM -  | GER -  |        |        |       | 1      | 28      | 0          |
| 1983 | 500 cm³ | Total-Honda     | Honda NS500   | RSA 7  | FRA NC | NAT 6  | GER 7  | ESP NC  | AUT NC | YUG -  | NED 9  | BEL - | GBR -  | SWE 8  | RSM 7  |        |        |       | 22     | 10      | 0          |
| 1984 | 500 cm³ | Total-Honda     | Honda NS500   | RSA 2  | NAT 3  | ESP 3  | AUT 6  | GER 5   | FRA NC | YUG 3  | NED 2  | BEL 3 | GBR NC | SWE 2  | RSM 2  |        |        |       | 99     | 3       | 0          |
| 1985 | 500 cm³ | Marlboro-Yamaha | Yamaha YZR500 | RSA NC | ESP 5  | GER 13 | NAT 7  | AUT 10  | YUG 6  | NED NC | BEL 5  | FRA 2 | GBR 6  | SWE 8  | RSM 4  |        |        |       | 50     | 7       | 0          |
| 1986 | 500 cm³ | Rothmans-Honda  | Honda NSR500  | ESP 6  | NAT NC | GER 7  | AUT NC | YUG 7   | NED 6  | BEL NC | FRA NC | GBR 6 | SWE 5  | RSM 5  |        |        |        |       | 35     | 8       | 0          |
| 1987 | 500 cm³ | Cagiva          | Cagiva GP500  | JPN 10 | ESP NC | GER NC | NAT 9  | AUT NC  | YUG 5  | NED NC | FRA NC | GBR - | SWE 3  | CZE NC | RSM NC | POR NC | BRA NC | ARG 5 | 15     | 13      | 0          |
| 1988 | 500 cm³ | Cagiva          | Cagiva GP500  | JPN NC | USA NC | ESP 11 | EXP NC | NAT 9   | GER -  | AUT -  | NED -  | BEL - | YUG NC | FRA -  | GBR NC | SWE 15 | CZE NC | BRA - | 13     | 20      | 0          |
| 1989 | 500 cm³ | Cagiva          | Cagiva GP500  | JPN -  | AUS -  | USA -  | ESP -  | NAT DNS | GER -  | AUT -  | YUG -  | NED - | BEL -  | FRA NC | GBR -  | SWE -  | CZE -  | BRA - | 0      | -       | 0          |